# Lissy Trullie
Elizabeth "Lizzy" McChesney, mieux connue sous son nom d'artiste Lissy Trullie, est une chanteuse et compositrice américaine.

## Biographie
Après un début en solo, elle est maintenant la chanteuse du groupe rock Zipper Club (en).

## Vie privée
Lissy Trullie a été en couple avec Corey Kennedy, puis avec la chanteuse St. Vincent.